# Jan Dix
Jan Dix è una serie a fumetti di 14 numeri pubblicata dalla Sergio Bonelli Editore da maggio 2008 a luglio 2010.
È ambientata nei Paesi Bassi, ai giorni nostri, e racconta le avventure di un critico d'arte. Un'analisi artistica del fumetto la si può trovare in questo articolo: https://www.farodiroma.it/jan-dix-il-fumetto-che-parlava-di-arte-nellanalisi-del-pittore-napoletano-luigi-angelillo/ . 

## Personaggi
- Jan Dix, critico d'arte olandese
- Annika, fidanzata di Jan
- Hilman, giudice in pensione
- Gherrit, assistente di Dix

## Autori
L'autore e ideatore della serie è Carlo Ambrosini, che ha disegnato anche il primo e l'ultimo numero.

## Gli albi
| Nr. | Titolo                     | Data pubblicazione | Soggetto        | Sceneggiatura   | Disegni            | Copertina       |
| --- | -------------------------- | ------------------ | --------------- | --------------- | ------------------ | --------------- |
| 1   | Morte di un pittore        | maggio 2008        | Carlo Ambrosini | Carlo Ambrosini | Carlo Ambrosini    | Carlo Ambrosini |
| 2   | La stanza del giaguaro     | luglio 2008        | Carlo Ambrosini | Carlo Ambrosini | Giulio Camagni     | Carlo Ambrosini |
| 3   | Nostra Signora delle Api   | settembre 2008     | Carlo Ambrosini | Carlo Ambrosini | Paolo Bacilieri    | Carlo Ambrosini |
| 4   | Il trionfo della morte     | novembre 2008      | Carlo Ambrosini | Carlo Ambrosini | Gabriele Ornigotti | Carlo Ambrosini |
| 5   | Una tragedia americana     | gennaio 2009       | Carlo Ambrosini | Carlo Ambrosini | Emiliano Mammucari | Carlo Ambrosini |
| 6   | Sentieri perduti           | marzo 2009         | Carlo Ambrosini | Carlo Ambrosini | Giéz               | Carlo Ambrosini |
| 7   | La guerra                  | maggio 2009        | Carlo Ambrosini | Carlo Ambrosini | Paolo Bacilieri    | Carlo Ambrosini |
| 8   | Orizzonte di sabbia        | luglio 2009        | Carlo Ambrosini | Carlo Ambrosini | Giulio Camagni     | Carlo Ambrosini |
| 9   | Doppio misfatto            | settembre 2009     | Carlo Ambrosini | Carlo Ambrosini | Andrea Borgioli    | Carlo Ambrosini |
| 10  | La casa dell'impiccato     | novembre 2009      | Carlo Ambrosini | Carlo Ambrosini | Paolo Bacilieri    | Carlo Ambrosini |
| 11  | L'uomo che uccise Van Gogh | gennaio 2010       | Carlo Ambrosini | Carlo Ambrosini | Giéz               | Carlo Ambrosini |
| 12  | La figlia del Tintoretto   | marzo 2010         | Carlo Ambrosini | Carlo Ambrosini | Giulio Camagni     | Carlo Ambrosini |
| 13  | Nero profondo              | maggio 2010        | Carlo Ambrosini | Carlo Ambrosini | Gabriele Ornigotti | Carlo Ambrosini |
| 14  | Lo sguardo cieco           | luglio 2010        | Carlo Ambrosini | Carlo Ambrosini | Carlo Ambrosini    | Carlo Ambrosini |